# Lorena Borjas
Lorena Borjas (29 de maio de 1960 – 30 de março de 2020) foi uma ativista mexicana e americana de direitos dos transgêneros e imigrantes, conhecida como a mãe da comunidade transgênero Latinx no Queens, Nova York. Seu trabalho em nome das comunidades de imigrantes e transgêneros conquistou reconhecimento em toda a cidade de Nova York e nos Estados Unidos.   Ela viveu por muitos anos no bairro de Jackson Heights em Queens, onde era  líder da comunidade.

## Infância e educação
Borjas nasceu em Veracruz, México, em 1960. Quando tinha dezessete anos, fugiu de casa e morou nas ruas da Cidade do México. Mais tarde, estudou contabilidade pública na Cidade do México.

## Emigração
Em 1981, Borjas emigrou para os Estados Unidos quando tinha vinte anos, com o objetivo de obter terapia hormonal e fazer a transição para viver como mulher. Empregada em uma fábrica de correias, ela inicialmente dividiu um apartamento no bairro de Jackson Heights, Queens em Nova York com 20 mulheres trans que trabalhavam como trabalhadoras do sexo. Quando jovem, Borjas ajudou as mulheres com quem morava, além de outras profissionais trans do sexo. No começo ela prestava ajuda principalmente a mulheres transgêneros mexicanas, mas depois expandiu-se para ajudar todas as mulheres trans latino-americanas. Como ela explicou,
"Éramos mulheres sem famílias e haviamos fugido de nossos países, perseguidas por expressar nossa identidade, por sermos nós mesmas. Aqui em Nova York não tínhamos a vida e a liberdade com as quais tínhamos sonhado. Também sofremos violência e abuso aqui. Naqueles dias, era um verdadeiro crime ser uma imigrante transgênero de cor.”
Em 1986, Borjas recebeu anistia, sob a Lei de Reforma e Controle de Imigração de 1986. Em 1990, Borjas se tornou residente permanente legal dos Estados Unidos. Em 2019, Borjas se tornou um cidadã dos EUA.

## Desafios
Borjas enfrentou muitos desafios nos anos 90. Ela se viciou em crack . Como resultado, ela começou a se envolver em trabalho sexual mais arriscado. Ela finalmente se viu em um relacionamento em que foi vítima de tráfico sexual . Foi presa várias vezes durante esse período, o que a tornou inelegível para renovação ou naturalização do green card. No final dos anos 90, ela finalizou o relacionamento abusivo e superou o vício em drogas.
Borjas era HIV positivo e viu muitas de suas amigas morrerem devido a doenças relacionadas ao HIV.

## Ativismo
Em 1995, Borjas decidiu tornar o ativismo o trabalho de sua vida. Por décadas, trabalhou para proteger as vítimas transgêneros de tráfico de pessoas (que ela mesma havia experimentado), escravidão e violência.   Ela hospedou mulheres que foram excluídas de suas famílias em seu próprio apartamento até que pudessem se sustentar.  Ela andava pelas ruas em busca de mulheres que precisavam de ajuda, fornecendo preservativos e comida e conectando essas mulheres aos serviços sociais.  Ela trabalhou sem remuneração para facilitar o acesso ao teste de HIV e terapia hormonal para profissionais do sexo transgêneros, incluindo a criação de uma clínica semanal de teste de HIV em sua casa e o fornecimento de trocas de seringas para mulheres que tomam injeções de hormônios. Em 1995, ela organizou sua primeira marcha em apoio à comunidade de transgêneros.
Como refletido por Cecilia Gentili, uma amiga e líder de transgêneros:
"Precisava de um advogado? Médico? Habitação? Um trabalho? Ela estava lá. Lorena era aquela pessoa que, se você fosse preso, ligaria para as três da manhã e ela responderia. A primeira coisa de manhã, ela estaria no tribunal com um advogado para tirá-la da cadeia."
Borjas também se envolveu em organizações locais sem fins lucrativos. Ela frequentou pela primeira vez o Sylvia Rivera Law Project como cliente e posteriormente começou a trabalhar nesse projeto com questões de imigração e justiça criminal. Com Chase Strangio, Borjas fundou o Fundo Comunitário Lorena Borjas, que presta assistência sob fiança aos réus LGBT. Tornou-se conselheira do Programa de Transgêneros Familiares da Community Healthcare Network, onde trabalhou para obter assistência jurídica para vítimas de tráfico de pessoas.
Durante a Pandemia de COVID-19, Borjas criou e promoveu um fundo de ajuda mútua, via GoFundMe, para ajudar pessoas trans que foram impactadas pela crise econômica.
Borjas não foi pago pela maioria de seu ativismo. Ela se sustentou em vários empregos, incluindo sessões de aconselhamento, divulgação na comunidade, conversas ocasionais e limpeza de casas.

## Premios e honras
Borjas recebeu honras do ex-prefeito David Dinkins, da procuradora-geral de Nova York Letitia James e da procuradora do distrito de Queens, Melinda Katz . Em 2019, ela foi declarada uma Mulher de Distinção de Nova York no Senado do Estado. Após sua morte, Francisco Moya, membro do Conselho da Cidade de Nova York, anunciou planos para renomear uma rua em seu distrito, onde Borjas morava.

## Questões legais
Em 1994, Borjas foi presa e considerada culpada de facilitar um crime em quarto grau, acusação que remonta aos seus primeiros anos nos EUA, quando Borjas era, de fato, vítima de tráfico e de prostituição forçada. Ela perdeu o status de imigração que havia conquistado sob uma lei de anistia de 1986 e vivia sob a ameaça de deportação. A partir de 2010, Borjas procurou eliminar seu próprio registro criminal, com o apoio legal do Transgender Law Center. Em reconhecimento ao seu ativismo comunitário, ela recebeu perdão em 2017 pelo governador de Nova York, Andrew Cuomo, restaurando seu status de imigrante legal, um resultado que considerou "improvável e quase impossível".

## Morte
Borjas morreu no Coney Island Hospital em 30 de março de 2020 às 5:22 da manhã, aos 59 anos, de complicações de COVID-19. Ela recebeu memoriais e tributos on-line de muitas figuras públicas, incluindo Chase Strangio, Alexandria Ocasio-Cortez, Letitia James, Corey Johnson e Monica Roberts. Um funeral foi organizado por amigos e entes queridos via Zoom, devido a restrições de distanciamento social, com cerca de 250 pessoas presentes.